# Rhodiapolis
Rhodiapolis (grec ancien : Ῥοδιάπολις), également connu sous les noms de Rhodia (Ῥοδία) et Rhodiopolis (Ῥοδιπολις), est une ville de l'ancienne Lycie.
Aujourd'hui, elle est située sur une colline au nord-ouest de la ville moderne de Kumluca, dans la province d'Antalya, en Turquie.

## Histoire des fouilles
La ville a été découverte en 1842 par T.A.B. Spratt. Les premiers documents visuels et enquêtes détaillées sur les inscriptions à Opramoas ont été complétés par une équipe dirigée par E. Krickl en 1894. Le site a été endommagé par un important incendie de forêt en 2005. La première campagne de fouilles à Rhodiapolis a été menée en 2006 pour le compte du ministère de la Culture et du Tourisme et de l’université d'Akdeniz, sous la direction de Nevzat Çevik.

## Le site aujourd'hui
Les vestiges d'un aqueduc, d'un petit théâtre, d'un temple d'Asclepius, de sarcophages et d'églises sont toujours visibles sur le site. En 2011, le complexe d'un cimetière lycien a été découvert. Il date d'environ 300 ans ANE

## Galerie

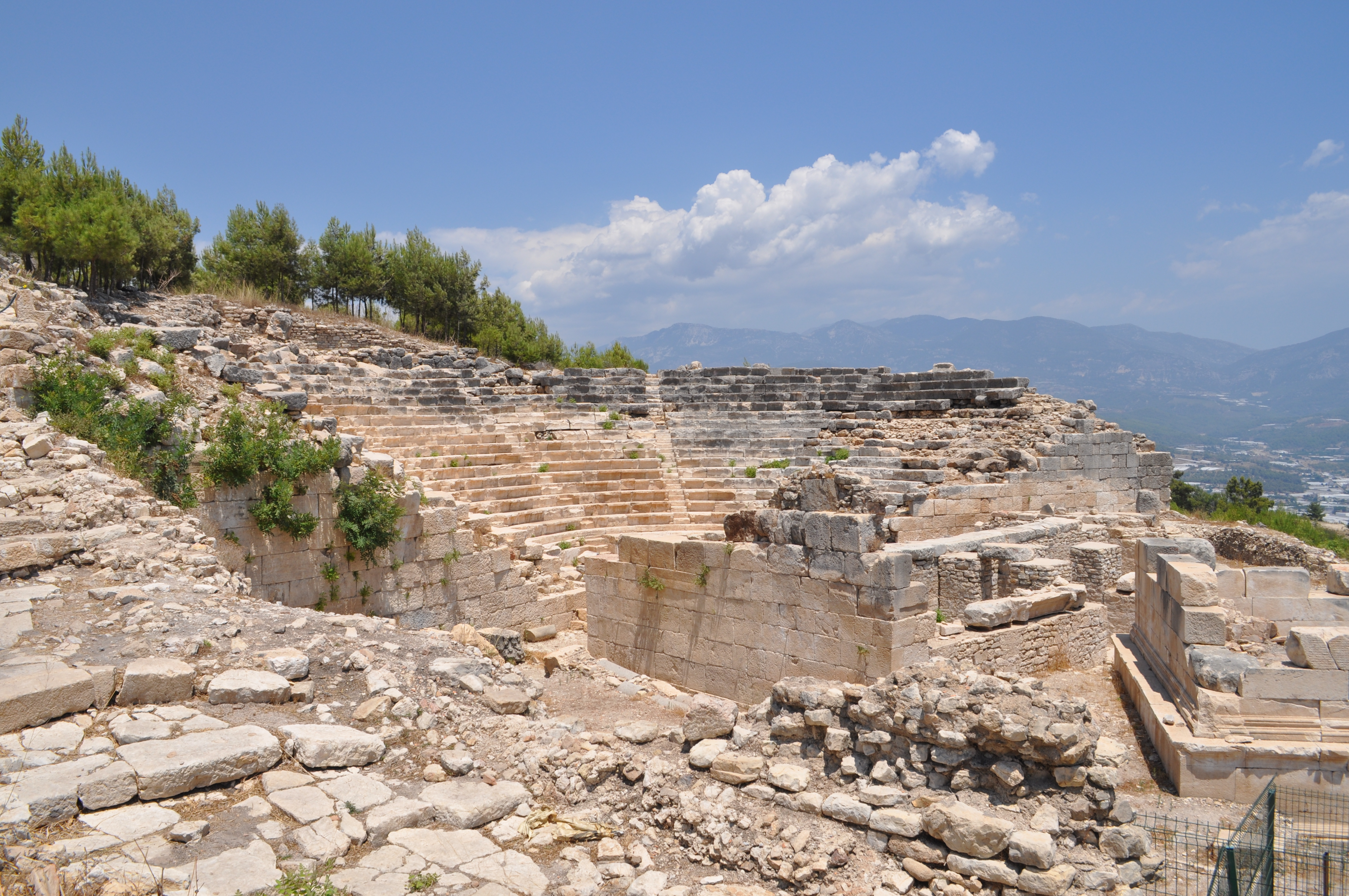
Théâtre
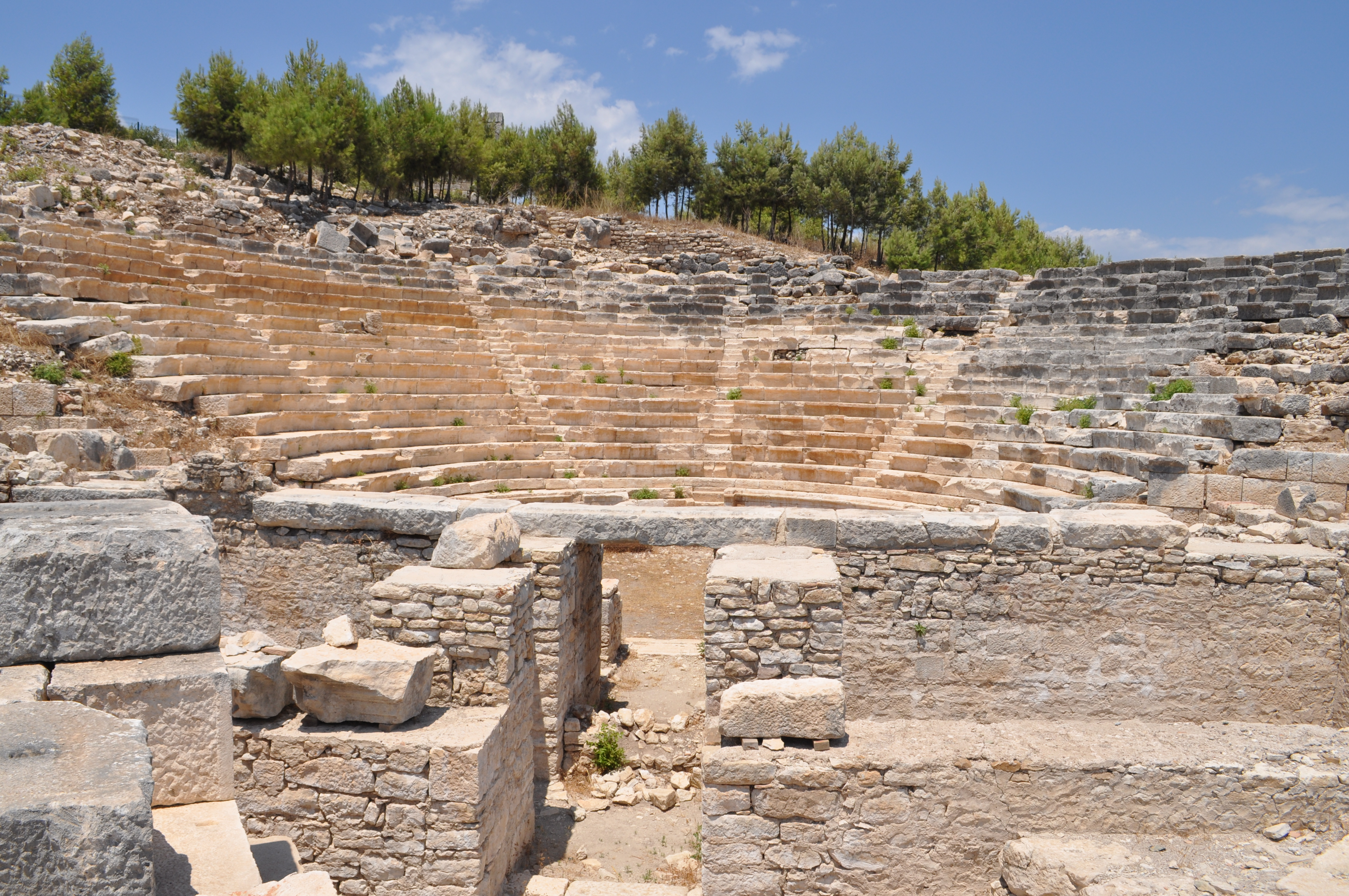
Théâtre
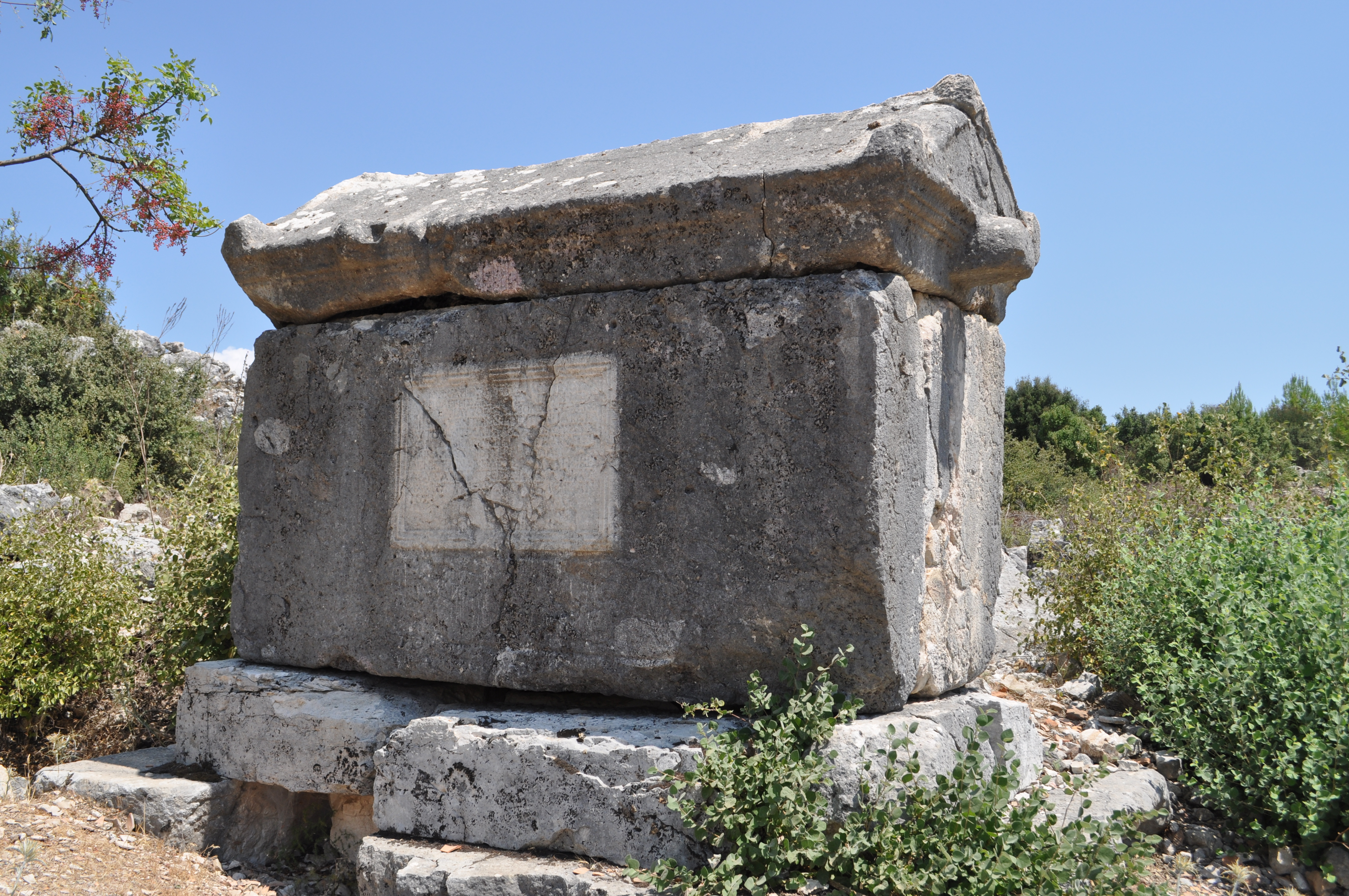
Sarcophage lycien
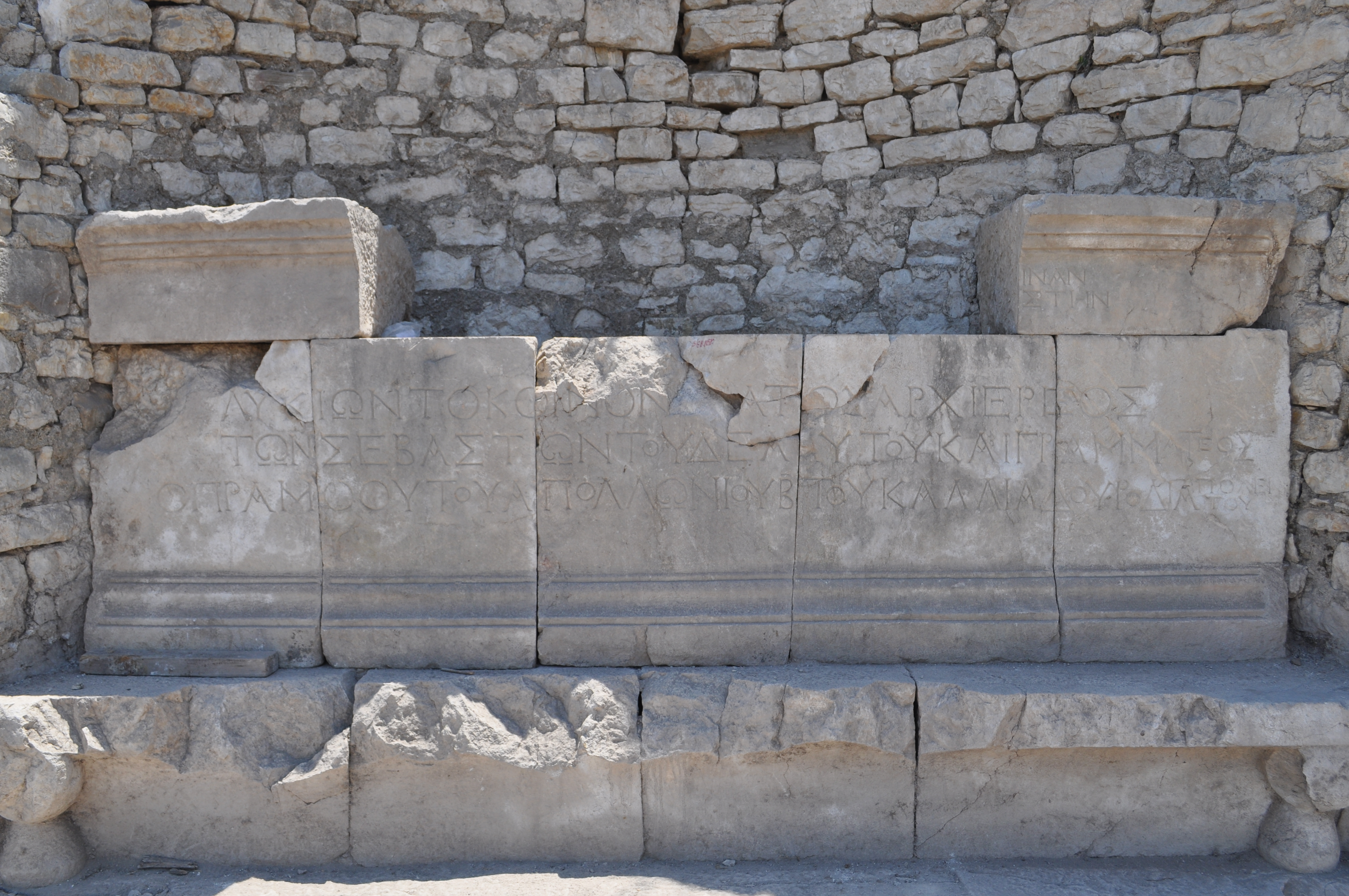
Monument funéraire d'Opramoas